# Syllepte hemipolialis
Syllepte hemipolialis là một loài bướm đêm trong họ Crambidae.